# Placopsis
Placopsis är ett släkte av lavar. Enligt Catalogue of Life ingår Placopsis i familjen Trapeliaceae, ordningen Baeomycetales, klassen Lecanoromycetes, divisionen sporsäcksvampar och riket svampar, men enligt Dyntaxa är tillhörigheten istället familjen Agyriaceae, ordningen Agyriales, klassen Lecanoromycetes, divisionen sporsäcksvampar och riket svampar.
|           | Lithographa |
|           | |
|           | Rimularia |
|           | |
| Placopsis | \| \| Placopsis gelida \| \| \| \| \| \| Placopsis lambii \| \| \| \| \| \| Placopsis albida \| \| \| \| \| \| Placopsis durietziorum \| \| \| \| \| \| Placopsis fusciduloides \| \| \| \| \| \| Placopsis macrospora \| \| \| \| \| \| Placopsis polycarpa \| \| \| \| \| \| Placopsis venosa \| \| \| \| \| \| Placopsis elixii \| \| \| \| |
|           | \| \| Placopsis gelida \| \| \| \| \| \| Placopsis lambii \| \| \| \| \| \| Placopsis albida \| \| \| \| \| \| Placopsis durietziorum \| \| \| \| \| \| Placopsis fusciduloides \| \| \| \| \| \| Placopsis macrospora \| \| \| \| \| \| Placopsis polycarpa \| \| \| \| \| \| Placopsis venosa \| \| \| \| \| \| Placopsis elixii \| \| \| \| |
|           | Xylographa |
|           | |
|           | Trapeliopsis |
|           | |
|           | Placynthiella |
|           | |
|           | Trapelia |
|           | |
|           | Sarea |
|           | |
|           | Ptychographa |
|           | |
|           | Amylora |
|           | |
|           | Placopsis gelida |
|           | |
|           | Placopsis lambii |
|           | |
|           | Placopsis albida |
|           | |
|           | Placopsis durietziorum |
|           | |
|           | Placopsis fusciduloides |
|           | |
|           | Placopsis macrospora |
|           | |
|           | Placopsis polycarpa |
|           | |
|           | Placopsis venosa |
|           | |
|           | Placopsis elixii |
|           | |

|  | Placopsis gelida        |
|  |                         |
|  | Placopsis lambii        |
|  |                         |
|  | Placopsis albida        |
|  |                         |
|  | Placopsis durietziorum  |
|  |                         |
|  | Placopsis fusciduloides |
|  |                         |
|  | Placopsis macrospora    |
|  |                         |
|  | Placopsis polycarpa     |
|  |                         |
|  | Placopsis venosa        |
|  |                         |
|  | Placopsis elixii        |
|  |                         |

## Källor

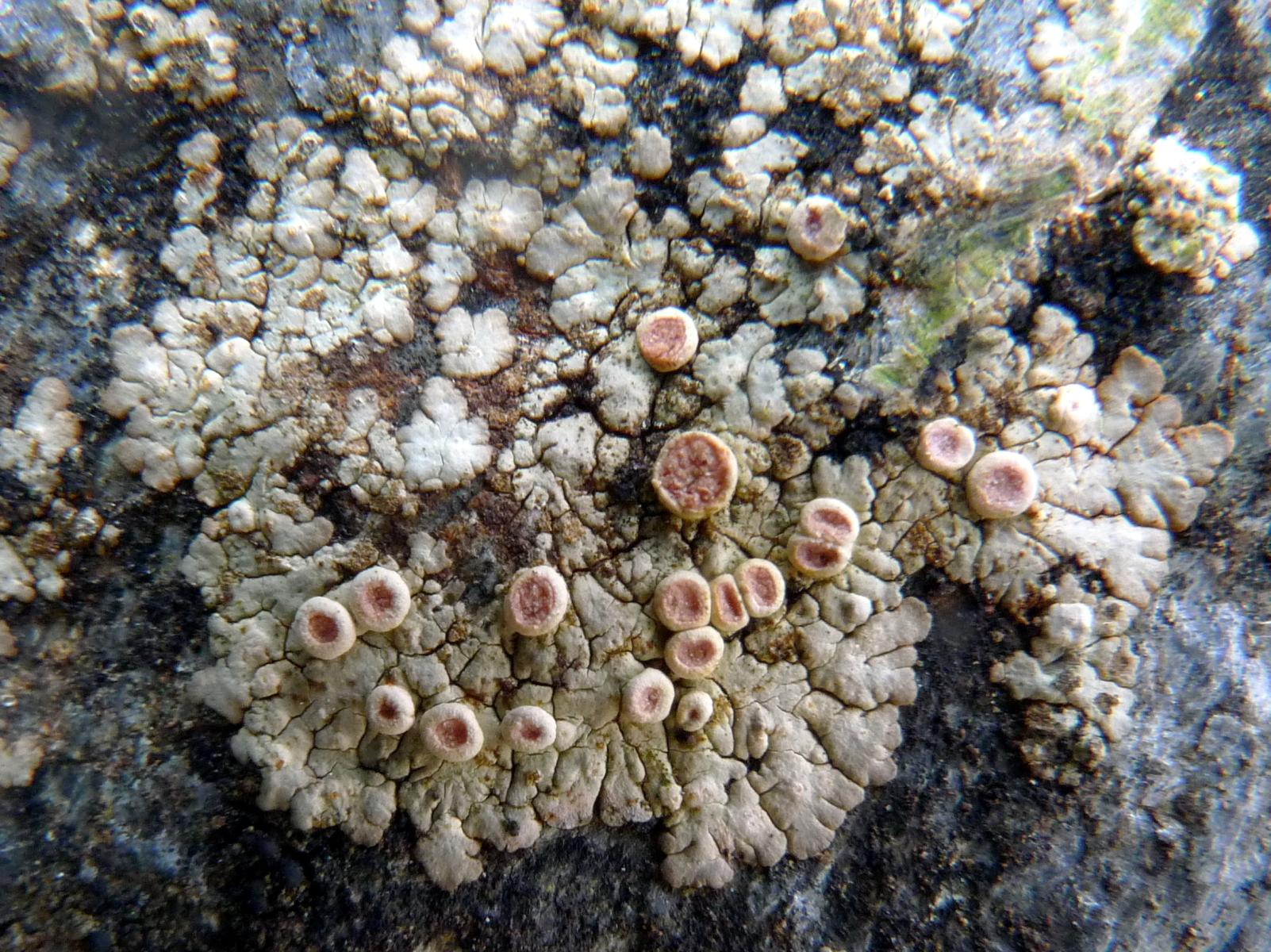